# Boygenius (EP)
Boygenius é o EP de estreia do supergrupo estadunidense boygenius, composto por Julien Baker, Lucy Dacus e Phoebe Bridgers. Ele foi lançado em 26 de outubro de 2018 pela Matador Records.

## Antecedentes e gravação
As cantoras-compositoras Julien Baker, Phoebe Bridgers e Lucy Dacus produziram e gravaram o EP ao longo de quatro dias em junho de 2018 no Sound City Studios em Los Angeles. As três decidiram contratar exclusivamente mulheres para o processo. Cada membro do grupo trouxe uma canção quase finalizada para o estúdio, que recebeu mais contribuições das outras duas; Baker contribuiu com “Stay Down”, Bridgers com “Me & My Dog” e Dacus com “Bite the Hand”. Três canções adicionais surgiram durante o processo de gravação a partir das próprias demos do trio.
Baker, Bridgers e Dacus anunciaram formalmente a formação de Boygenius em agosto de 2018. No mesmo dia, três singles, “Bite The Hand”, “Stay Down” e “Me & My Dog”, foram lançados, e o EP homônimo estava programado para ser lançado em 9 de novembro. Em 26 de outubro, o EP foi lançado digitalmente, duas semanas antes do previsto.
A capa do álbum é uma referência a Crosby, Stills & Nash (1969), o álbum de estreia homônimo do supergrupo de folk rock estadunidense composto por David Crosby, Stephen Stills e Graham Nash.

## Recepção crítica
| Críticas profissionais | Críticas profissionais |
| Pontuações agregadas   | Pontuações agregadas   |
| Fonte                  | Avaliação              |
| ---------------------- | ---------------------- |
| AnyDecentMusic?        | 8.0/10                 |
| Metacritic             | 84/100                 |
| Avaliações da crítica  |                        |
| Fonte                  | Avaliação              |
| AllMusic               | [ 12 ]                 |
| Consequence            | A                      |
| Drowned in Sound       | 7/10                   |
| Exclaim!               | 8/10                   |
| NME                    | [ 15 ]                 |
| Paste                  | 8.8/10                 |
| Pitchfork              | 8.3/10                 |
| PopMatters             | 8/10                   |

Boygenius foi bem-recebido pela crítica especializada. No agregador de críticas Metacritic, que atribui uma classificação normalizada de 100, o álbum obteve uma média de 84, com base em 13 avaliações. Rhian Daly, da NME, deu ao EP uma pontuação perfeita, afirmando que "ele serve como um lembrete dos poderes particulares de cada musicista - a habilidade de Bridgers de criar um folk-pop inquietante e poético a partir de uma simplicidade bela; o indie rock sábio e muitas vezes irônico de Dacus; e os exorcismos de emoção dramáticos e emo de Baker".
Em uma análise para a Pitchfork, Dayna Evans classificou o álbum com 8.3/10, escrevendo que cada membro do grupo atua em "estilos musicais distintos": "para Bridgers, uma voz íntima e violão tímido com uma suavidade mais folk; para Baker, tons menores emo e uma voz que poderia derrubar um prédio; para Dacus, vocais claros e confrontacionais e uma guitarra envolta em névoa. Quando elas tocam juntas, produzem magia".
| Publicação         | Lista                         | Cl. | Ref.   |
| ------------------ | ----------------------------- | --- | ------ |
| Consequence        | Top 50 Álbuns de 2018         | 7   | [ 19 ] |
| Esquire            | Os 20 Melhores Álbuns de 2018 | 11  | [ 20 ] |
| Flood              | Os 25 Melhores Álbuns de 2018 | 13  | [ 21 ] |
| NPR                | Os 50 Melhores Álbuns de 2018 | 12  | [ 22 ] |
| Pitchfork          | Os 50 Melhores Álbuns de 2018 | 29  | [ 23 ] |
| Under the Radar    | Top 100 Álbuns de 2018        | 3   | [ 24 ] |
| The Wild Honey Pie | Top 30 Álbuns de 2018         | 3   | [ 25 ] |

## Alinhamento de faixas
Todas as faixas escritas e compostas por Boygenius, exceto quando marcado.
| Alinhamento de faixas de Boygenius |                                                 |         |  |
| N.º                                | Título                                          | Duração |  |
| 1.                                 | "Bite the Hand"                                 | 3:12    |  |
| 2.                                 | "Me & My Dog"                                   | 3:26    |  |
| 3.                                 | "Souvenir"                                      | 3:32    |  |
| 4.                                 | "Stay Down"                                     | 4:00    |  |
| 5.                                 | "Salt in the Wound"                             | 4:11    |  |
| 6.                                 | "Ketchum, ID" (Boygenius, Christian Lee Hutson) | 3:35    |  |
| Duração total:                     | Duração total:                                  | 21:56   |  |

## Créditos
Créditos adaptados das anotações de Boygenius.
Boygenius
- Julien Baker
- Phoebe Bridgers
- Lucy Dacus

Créditos adicionais
- Anna Butterss – baixo
- Elizabeth Goodfellow – bateria
- Joseph Lorge – engenharia, mixagem (em "Me & My Dog")
- Collin Pastore – mixagem (exceto em "Me & My Dog")
- Heba Kadry – masterização
- Lera Pentelute – fotografia

## Desempenho nas tabelas musicais
| Tabela (2018–2023)                      | Melhor posição |
| --------------------------------------- | -------------- |
| Escócia (Scottish Albums Charts)        | 26             |
| Estados Unidos (Top Album Sales)        | 33             |
| Estados Unidos (Americana/Folk Albums)  | 15             |
| Estados Unidos (Top Alternative Albums) | 25             |
| Estados Unidos (Tastemaker Albums)      | 8              |
| Estados Unidos (Independent Albums)     | 9              |
| Estados Unidos (Heatseekers Albums)     | 3              |
| Reino Unido (Album Sales)               | 45             |
| Reino Unido (Independent Albums)        | 8              |